# Districtul Uroșevaț
| Necesită actualizare | Acest articol are o infocasetă care trebuie actualizată. (Ștergeți acest format dacă ați actualizat deja infocaseta.) |

Districtul Uroševac sau Districtul Ferizaj (albaneză Komuna e Ferizajit; sârbă Урошевачки округ, cu alfabetul latin: Uroševački okrug) este un district în Kosovo, cu sediul în orașul Uroševac.

## Municipii
- Uroševac
- Štimlje
- Kačanik
- Štrpce

## Grupuri etnice
În 1991, municipiile cu populație majoritară albaneză erau: Uroševac (88.10%), Štimlje (92.38%), și Kačanik (98.31%). Municipiul Štrpce avea o majoritate sârbo-muntengru (64.15%).